# Moenkhausia levidorsa
Moenkhausia levidorsa är en fiskart som beskrevs av Ricardo C. Benine 2002. Moenkhausia levidorsa ingår i släktet Moenkhausia och familjen Characidae. Inga underarter finns listade i Catalogue of Life.